# Tupiratins
Tupiratins est une municipalité brésilienne située dans l'État du Tocantins.